# Petriano
Petriano là một đô thị ở tỉnh Pesaro và Urbino trong vùng Marche, nằm cách 70 km về phía tây bắc của Ancona và khoảng 20 km về phía tây nam của Pesaro. Tại thời điểm ngày 31 tháng 12 năm 2004, đô thị này có dân số 2.659 và diện tích là 11,3 km².

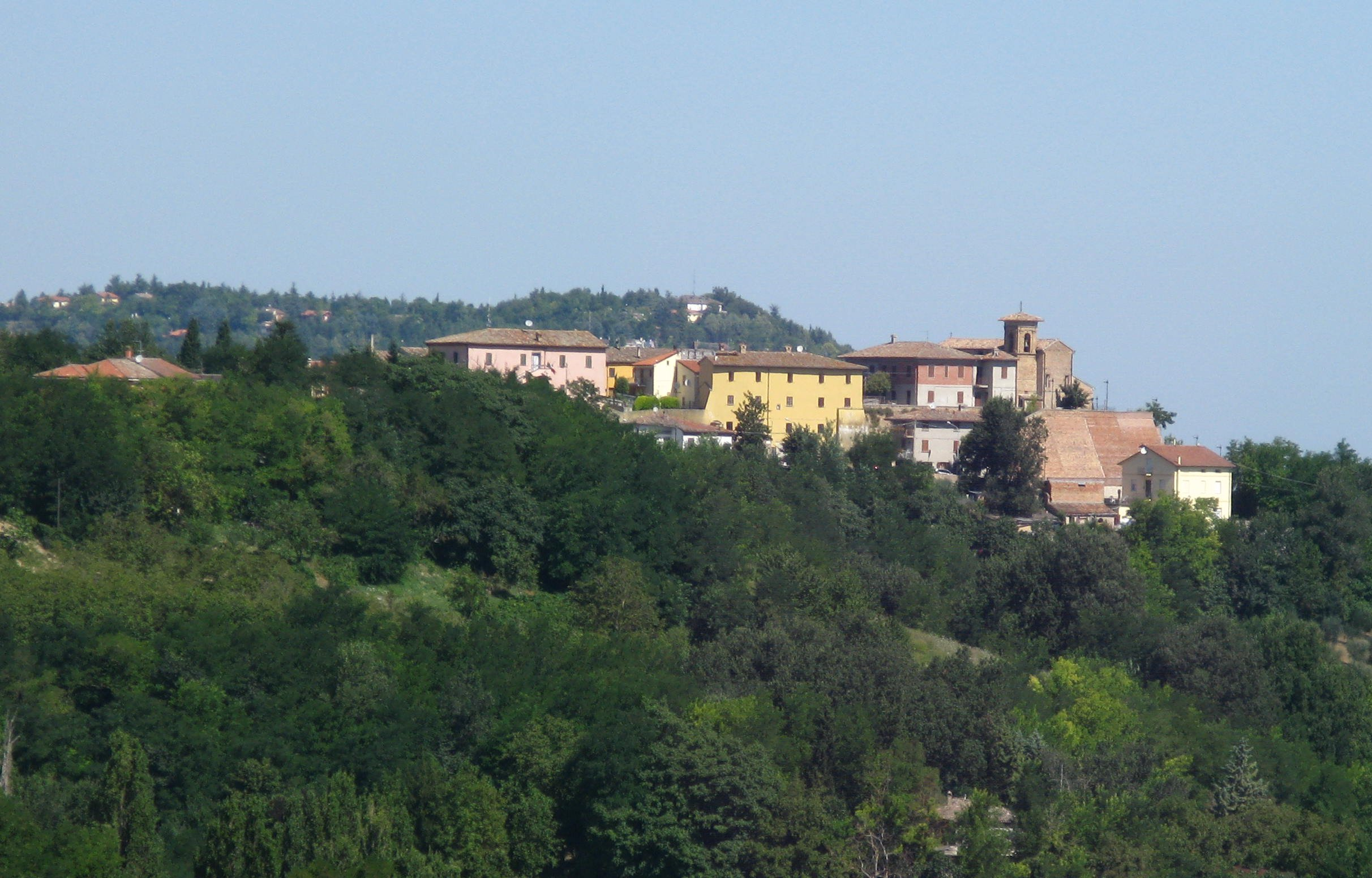
Petriano

Petriano giáp các đô thị sau: Colbordolo, Montefelcino, Urbino.